# Saint-Maurice-Thizouaille
Pour les articles homonymes, voir Saint-Maurice.
Saint-Maurice-Thizouaille est une commune française située dans le département de l'Yonne en région Bourgogne-Franche-Comté.

## Géographie
Cette très petite commune de 195 hectares, à une vingtaine de km au nord-ouest d'Auxerre, est traversée dans le sens nord-sud par la D4, avec Aillant-sur-Tholon à 5 km au nord ; et d'est en ouest par la D219 avec Saint-Aubin-Château-Neuf à 4,7 km à l'ouest et Bleury, un village de la commune de Poilly-sur-Tholon, à 3 km à l'est.
Elle ne comporte que deux hameaux : la Levée et la Couturière, tous deux à l'est du bourg. En limite de commune à l'est, Vieux Poux, autrefois Vieupou et qui fut le siège d'une abbaye renommée, se trouve maintenant principalement rattaché à Poilly ; seuls deux hangars agricoles et une maison récente du hameau sont sur Saint-Maurice-Thizouaille.
Le Tholon y coule du sud au nord, arrosant le village où il est rejoint en rive gauche par son affluent l'Ocre en provenance de Merry-la-Vallée.
La section du sentier de grande randonnée GR 13 de Fontainebleau (Seine-et-Marne) à Arcy-sur-Cure (Yonne), passe par Saint-Maurice-Thizouailles,.
Le sentier de randonnée local « Boucle de Lindry - Saint-Maurice-Thizouaille - Lindry » passe également sur la commune.

### Climat
Pour des articles plus généraux, voir Climat de la Bourgogne-Franche-Comté et Climat de l'Yonne.
En 2010, le climat de la commune est de type climat océanique dégradé des plaines du Centre et du Nord, selon une étude du Centre national de la recherche scientifique s'appuyant sur une série de données couvrant la période 1971-2000. En 2020, Météo-France publie une typologie des climats de la France métropolitaine dans laquelle la commune est exposée à un climat océanique altéré et est dans la région climatique  Centre et contreforts nord du Massif Central, caractérisée par un air sec en été et un bon ensoleillement. 
Pour la période 1971-2000, la température annuelle moyenne est de 11,2 °C, avec une amplitude thermique annuelle de 15,4 °C. Le cumul annuel moyen de précipitations est de 718 mm, avec 11,6 jours de précipitations en janvier et 7,6 jours en juillet. Pour la période 1991-2020, la température moyenne annuelle observée sur la station météorologique de Météo-France la plus proche, « Aillant », sur la commune de Montholon à 5 km à vol d'oiseau, est de 11,5 °C et le cumul annuel moyen de précipitations est de 727,4 mm. 
La température maximale relevée sur cette station est de 42,7 °C, atteinte le 24 juillet 2019 ; la température minimale est de −23,5 °C, atteinte le 25 février 1986,,. 
Les paramètres climatiques de la commune ont été estimés pour le milieu du siècle (2041-2070) selon différents scénarios d'émission de gaz à effet de serre à partir des nouvelles projections climatiques de référence DRIAS-2020. Ils sont consultables sur un site dédié publié par Météo-France en novembre 2022.

## Urbanisme

### Typologie
Au 1er janvier 2024, Saint-Maurice-Thizouaille est catégorisée commune rurale à habitat dispersé, selon la nouvelle grille communale de densité à sept niveaux définie par l'Insee en 2022.
Elle est située hors unité urbaine. Par ailleurs la commune fait partie de l'aire d'attraction d'Auxerre, dont elle est une commune de la couronne,. Cette aire, qui regroupe 104 communes, est catégorisée dans les aires de 50 000 à moins de 200 000 habitants,.

### Occupation des sols
L'occupation des sols de la commune, telle qu'elle ressort de la base de données européenne d’occupation biophysique des sols Corine Land Cover (CLC), est marquée par l'importance des territoires agricoles (69,4 % en 2018), en diminution par rapport à 1990 (72,7 %). La répartition détaillée en 2018 est la suivante : 
terres arables (69,4 %), zones urbanisées (17 %), forêts (13,6 %). L'évolution de l’occupation des sols de la commune et de ses infrastructures peut être observée sur les différentes représentations cartographiques du territoire : la carte de Cassini (XVIIIe siècle), la carte d'état-major (1820-1866) et les cartes ou photos aériennes de l'IGN pour la période actuelle (1950 à aujourd'hui).

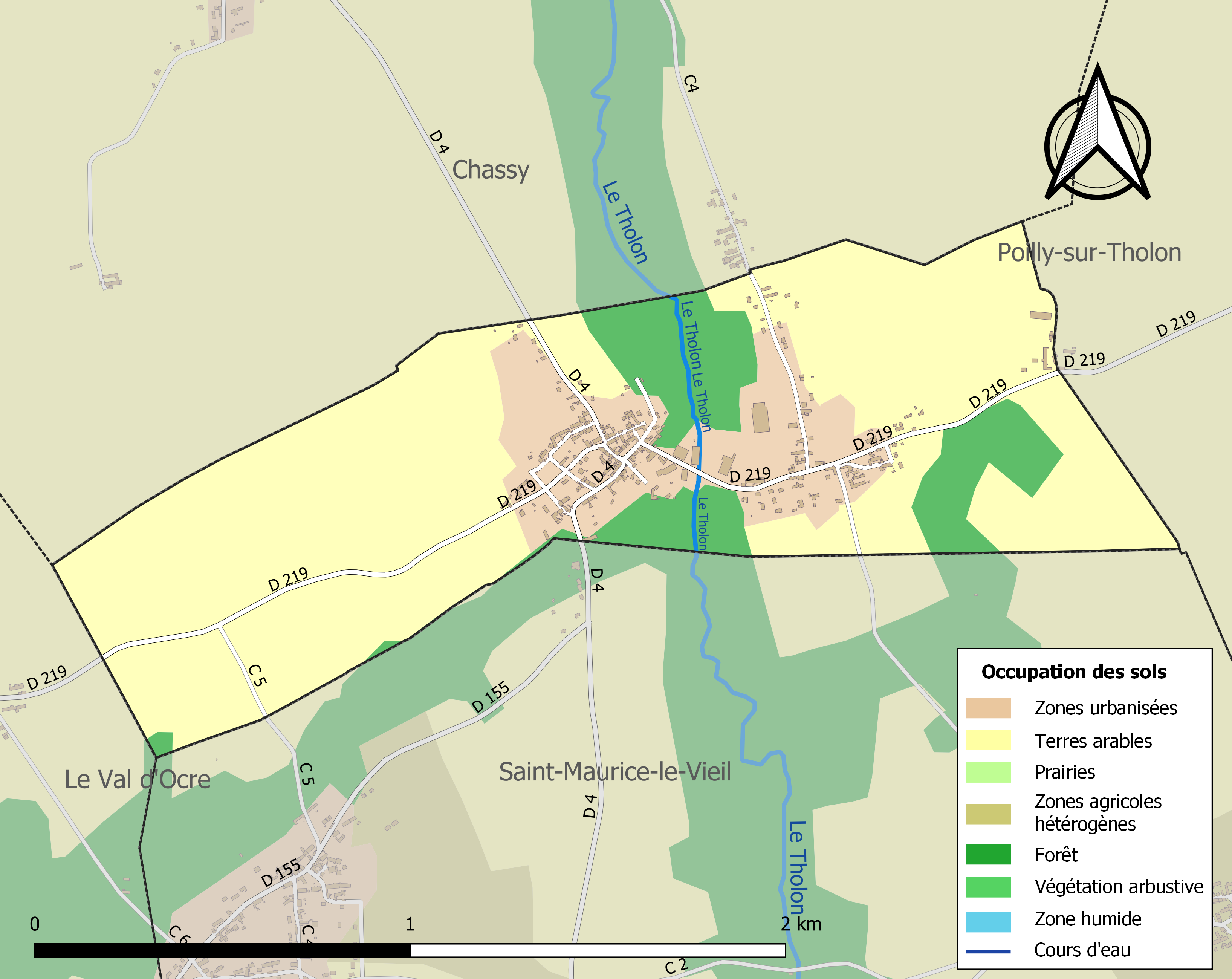
Carte des infrastructures et de l'occupation des sols de la commune en 2018 (CLC).

## Histoire
"Saint-Maurice" fut le nom donné au château par une famille d'armes dont l'élevage d'oies naines était reconnu dans toute la province d'où le nom de  "Thizouailles".
Le seigneur de Saint-Maurice-Thizouaille participa à la première croisade (1096 à 1099).
La châtellenie passe dans la famille de Mello lorsqu'Ermengarde de Toucy, dame de Saint-Maurice-Thizouaille, épouse en 1164 Dreux IV de Mello (~1138 - † 03 mars 1218). Ce sont eux qui en 1172 donnent au couvent de Vieupou les terres autour de ce dernier.
Au XIVe la châtellenie comprenait cinq paroisses : Chassy, Fleury, Saint-Maurice-Thizouailles, Saint-Maurice-le-Vieil et Poilly.
Des châtelains vassaux des comtes de Joigny s'y succédèrent, dont certains renommés : la famille de Mello, Jeanne d'Artois (1289 - † après 1350), Bureau III de la Rivière ( - † 16 aout 1400, chambellan des rois Charles V et Charles VI) et Georges de La Trémoïlle (1384 - † 1446, grand chambellan du duc de Bourgogne, époux de Jeanne II d'Auvergne la veuve de Jean de France duc de Berry). Jacques d'Espailly, dit Fortépice, mercenaire et capitaine armagnac d'une Grande Compagnie au service du roi de France Charles VII pendant la guerre de Cent Ans, en fut maître pour un temps dans la première moitié du XVe siècle.

## Politique et administration
| Période   | Période   | Identité        | Étiquette | Qualité |
| --------- | --------- | --------------- | --------- | ------- |
|           |           |                 |           |         |
| mars 2001 | mars 2008 | Jacques RAOUT   |           |         |
| mars 2008 | mai 2014  | Josette MANOURY |           |         |
| mai 2014  |           | Alain THIERY    |           |         |

## Démographie
L'évolution du nombre d'habitants est connue à travers les recensements de la population effectués dans la commune depuis 1793. Pour les communes de moins de 10 000 habitants, une enquête de recensement portant sur toute la population est réalisée tous les cinq ans, les populations de référence des années intermédiaires étant quant à elles estimées par interpolation ou extrapolation. Pour la commune, le premier recensement exhaustif entrant dans le cadre du nouveau dispositif a été réalisé en 2004.

En 2022, la commune comptait 255 habitants, en évolution de −4,85 % par rapport à 2016 (Yonne : −1,95 %, France hors Mayotte : +2,11 %).
| 1793 | 1800 | 1806 | 1821 | 1831 | 1836 | 1841 | 1846 | 1851 |
| ---- | ---- | ---- | ---- | ---- | ---- | ---- | ---- | ---- |
| 227  | 236  | 256  | 262  | 289  | 313  | 291  | 286  | 319  |

| 1856 | 1861 | 1866 | 1872 | 1876 | 1881 | 1886 | 1891 | 1896 |
| ---- | ---- | ---- | ---- | ---- | ---- | ---- | ---- | ---- |
| 306  | 327  | 339  | 363  | 359  | 354  | 350  | 354  | 310  |

| 1901 | 1906 | 1911 | 1921 | 1926 | 1931 | 1936 | 1946 | 1954 |
| ---- | ---- | ---- | ---- | ---- | ---- | ---- | ---- | ---- |
| 297  | 275  | 257  | 232  | 221  | 211  | 193  | 209  | 207  |

| 1962 | 1968 | 1975 | 1982 | 1990 | 1999 | 2004 | 2006 | 2009 |
| ---- | ---- | ---- | ---- | ---- | ---- | ---- | ---- | ---- |
| 196  | 148  | 151  | 180  | 170  | 210  | 246  | 262  | 248  |

| 2014 | 2019 | 2022 | - | - | - | - | - | - |
| ---- | ---- | ---- | - | - | - | - | - | - |
| 264  | 255  | 255  | - | - | - | - | - | - |

## Lieux et monuments
- Le château de Saint-Maurice-Thizouaille est inscrit au répertoire des monuments historiques[25].

## Personnalités liées à la commune
- Tristan de Salazar, archevêque de Sens, est né à Saint-Maurice-Thizouaille vers 1431.

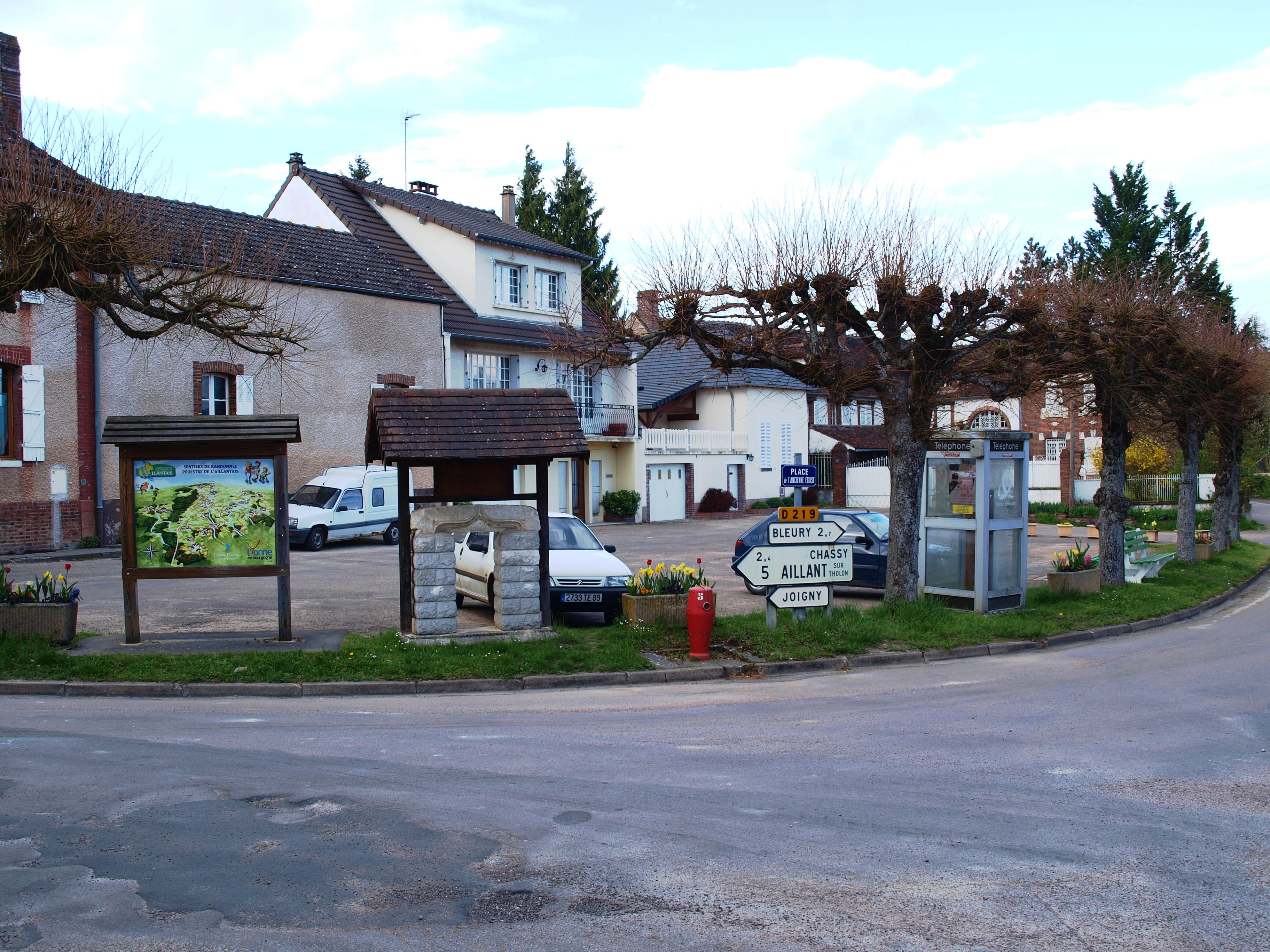
La place de l'ancienne église
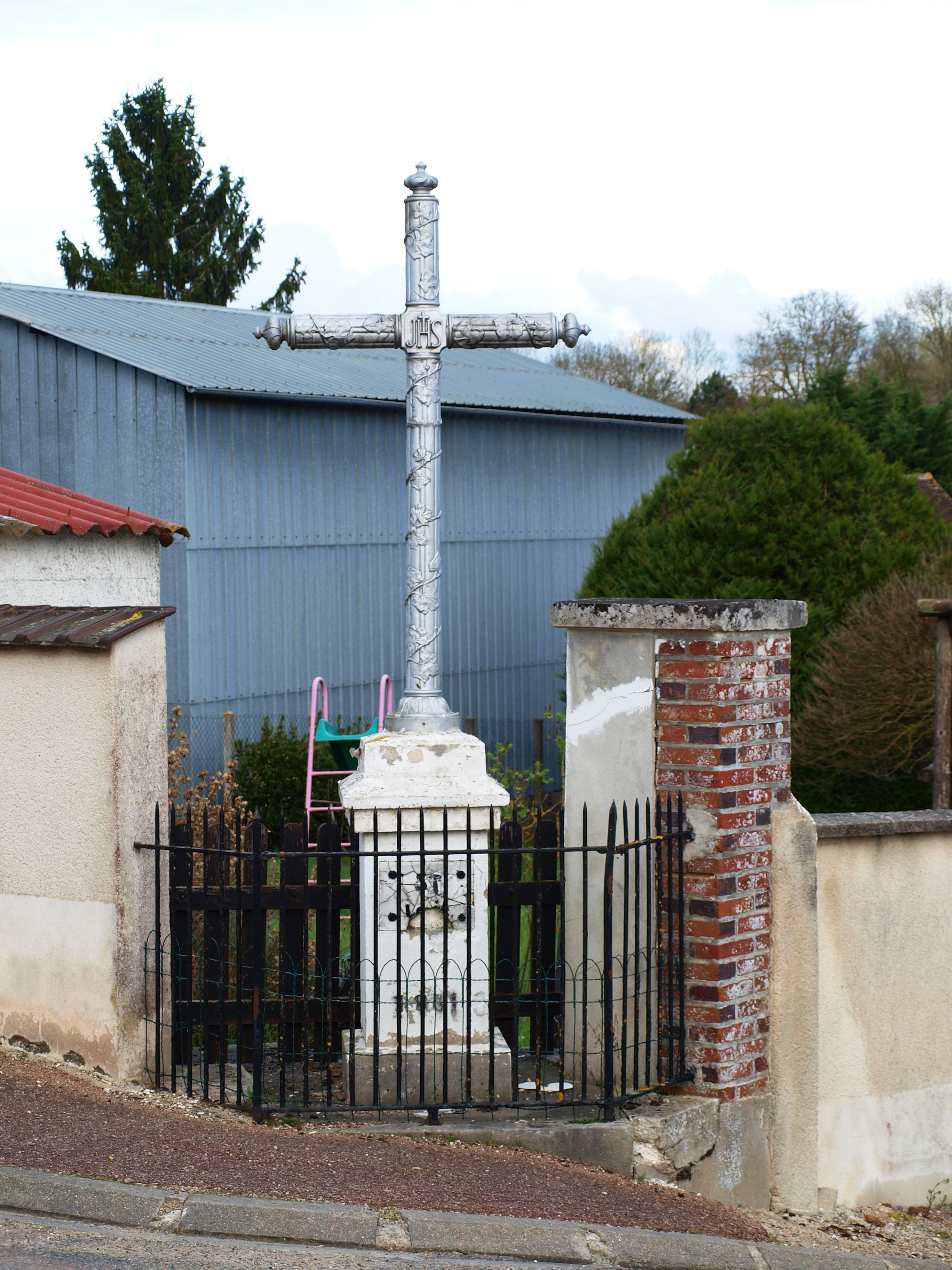
Croix du jubilé
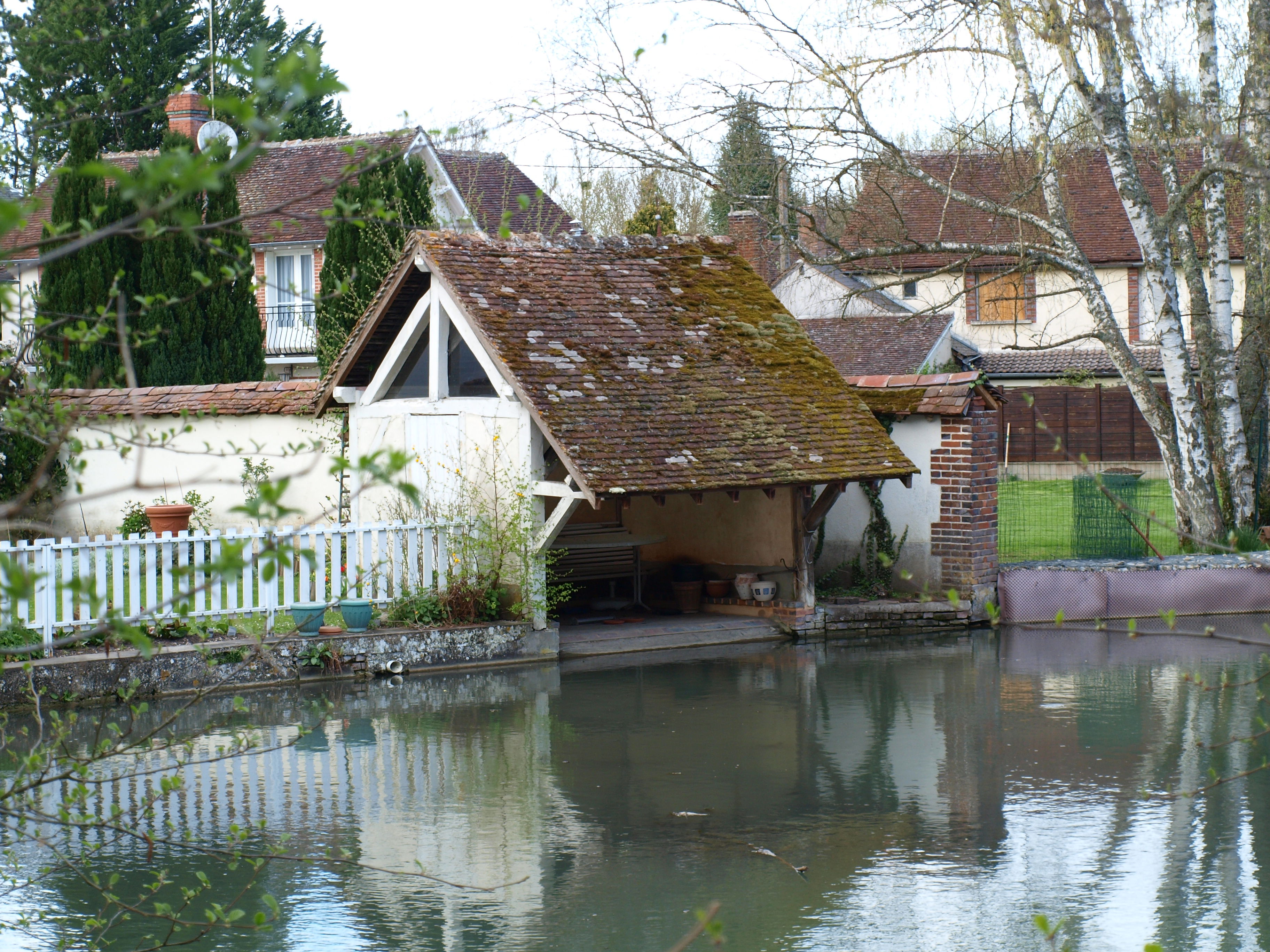
Lavoir privé sur l'Ocre

## Pour approfondir